# サンタンジェロ・リモザーノ
サンタンジェロ・リモザーノ（イタリア語: Sant'Angelo Limosano）は、イタリア共和国モリーゼ州カンポバッソ県にある、人口約300人の基礎自治体（コムーネ）。

## 地理

### 位置・広がり

#### 隣接コムーネ
隣接するコムーネは以下の通り。
- フォッサルト
- リモザーノ
- ルチート
- サルチート
- サン・ビアーゼ
- トリヴェント